# Clube Esportivo Naviraiense
Il Clube Esportivo Naviraiense, noto anche semplicemente come Naviraiense, è una società calcistica brasiliana con sede nella città di Naviraí, nello stato del Mato Grosso do Sul.

## Storia
Il Clube Esportivo Naviraiense è stato fondato il 25 novembre 2005. Ha vinto il Campeonato Sul-Mato-Grossense Série B nel 2007, e il Campionato Sul-Mato-Grossense nel 2009, dopo aver sconfitto l'Ivinhema in finale. Il Naviraiense ha partecipato al Campeonato Brasileiro Série D nel 2009, dove è stato eliminato alla prima fase.
Nel 2010, ha partecipato alla Coppa del Brasile. Ha sfidato il Santos al primo turno. All'andata, in casa, ha perso 1-0. Tuttavia, al ritorno, il Santos ha vinto la partita 10-0, con il risultato di 6-0 al termine del primo tempo.

## Strutture

### Stadio
Il Naviraiense gioca le sue partite casalinghe nello stadio Virotão, che ha una capacità di 5000 spettatori.

## Palmarès

### Competizioni statali
- Campionato Sul-Mato-Grossense: 1

2009
- Campeonato Sul-Mato-Grossense Série B: 2

2007, 2021

### Altri piazzamenti
- Campionato Sul-Mato-Grossense:

Semifinalista: 2014